# Euouae

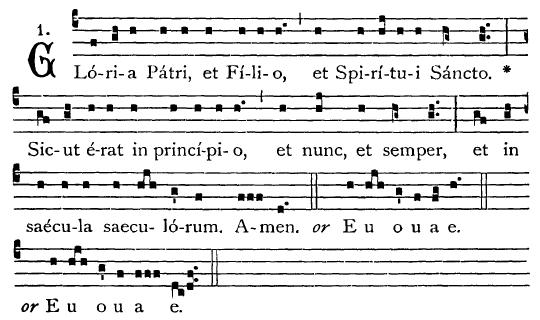
Una pieza de canto gregoriano en notación cuadrada del Gloria Patri del Liber Usualis, con dos euouae alternativas.

Euouæ o Evovae es la expresión abreviada del pasaje "seculorum Amen"  formada por las vocales de las seis últimas sílabas de la doxología menor Gloria Patri que se utilizó como regla mnemotécnica en la música de la Edad Media.
Una abreviatura similar, Aeuia o Aevia, se empleó para abreviar la palabra Aleluia en libros medievales del Oficio. En los libros venecianos y otros italianos del siglo XVI, una abreviatura equivalente, Hal'a, o Hal'ah, puede sustituirse por Aevia.

## Descripción
Se trata de una seudopalabra técnica para hacer referencia a la secuencia de tonos en el pasaje "seculorum Amen" de la doxología menor Gloria Patri que termina con la frase ... in sæcula sæculorum, Amen. (por los siglos de los siglos, Amén).
Se utiliza en los libros medievales del oficio como abreviatura cuando, al final de una antífona, es necesario indicar el tono del salmo con su terminación apropiada o differentia que se utilizará para el siguiente salmo o cántico. En las fuentes de canto llano la differentia, es decir, la fórmula melódica que debe ser cantada al final de cada línea de salmodia, se puede escribir sobre cualquiera de las letras EUOUÆ o simplemente E----E, en representación de la primera y la última vocal de Sæculorum, Amen. Una serie de ejemplos fácilmente disponibles se encuentra en el Liber usualis: los finales de los salmos que se cantan en las Horas Menores los domingos.
Las fuentes muestran una gran diversidad en el uso de esta expresión. Algunos escribas escribieron la última cláusula en su totalidad, "seculorum. Amén". Otros escribieron "S. Amén", simplemente "Amén" o "S. A. E.". Es costumbre, sin embargo, prever siempre las últimas seis sílabas, cualquiera que sea la abreviatura utilizada. Cuando, por razones litúrgicas, se omiten los versos "Gloria Patri" y "Sicut erat", por ejemplo, en los salmos cantados en el oficio de difuntos, el salterio GB-Cu Ee.5.13 del siglo XIV todavía indica el final dando las notas de los últimos seis sílabas. Pero debajo de ellos aparecen las palabras iniciales del salmo mismo. El ejemplo "Dominus illuminatio" muestra tres formas de indicar la segunda terminación del cuarto tono, todas tomadas de GB-Cu Ee.5.13.
Böhme confundió Evovae con una palabra griega familiar, y se sintió muy afectado por la admisión de un grito bacanal en los libros del oficio de la Iglesia: Statt Amen der bacchische Freudenruf, evovae! (En lugar de Amén, el grito báquico de alegría, ¡evovae!).